# Стелвио
Стѐлвио (на италиански: Stelvio; на немски: Stilfs, Щилфз) е село и община в Северна Италия, автономна провинция Южен Тирол, автономен регион Трентино-Южен Тирол. Разположено е на 1310 m надморска височина. Населението на общината е 1250 души (към 2010 г.).

## Език
Официални общински езици са и италианският и немският. Най-голямата част от населението говори немски. В общината се говори и други романски език, ладинският.
| %     | Роден език      |
| 1,54  | Италиански език |
| 98,46 | Немски език     |
| 0,00  | Ладински език   |